# 글라스노스트

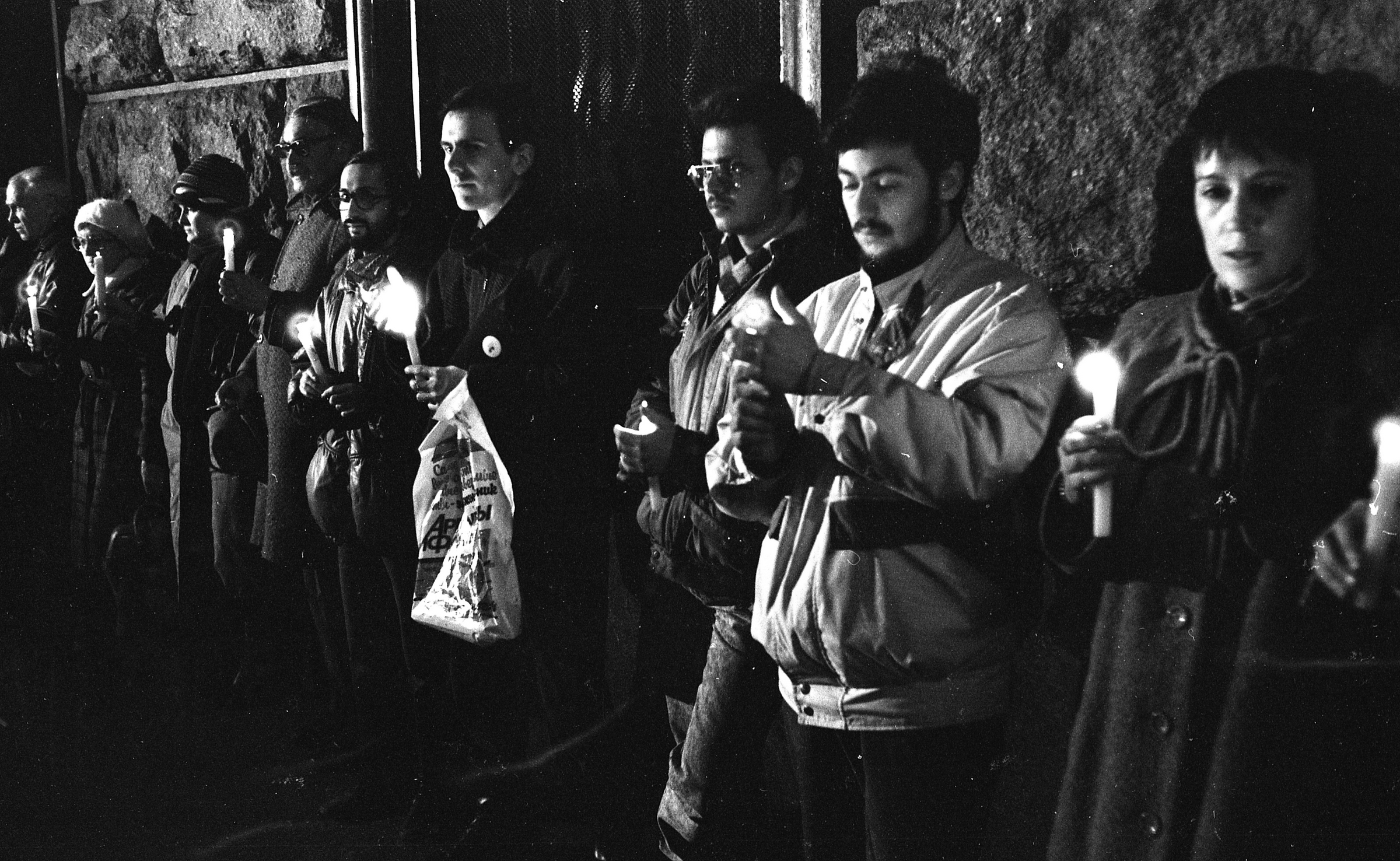
1989년 10월 30일 KGB 건물 인근의 모스크바 루비안카 광장에서 집회중인 시민들

글라스노스트(러시아어: гла́сность, Glasnost 듣기 (도움말·정보))는 ‘개방’이라는 뜻의 러시아어로, 소련의 지도자인 미하일 고르바초프가 1985년에 실시한 개방 정책을 가리킨다. 글라스노스트는 국가 기관의 투명성 확대, 정보의 자유를 골자로 한다. 이로 인해 종래에 반소적(反蘇的)이라고 금지된 문학작품이나 영화·연극 등이 공개되었다.
그러나, 모든 것을 공개한 것은 아니라서 최측근의 부조리까지는 신랄하게 공개·비판을 허용하면서도 고르바초프 대통령 자신과 그 직계가족 그리고 마르크스와 엥겔스 그리고 플레하노프와 레닌에 대한 공개·비판은 금지되었다. 비록 일부 제한적인 공개이기는 하나 수동적인 국민을 활성화시키고 관료주의와 사회의 부조리를 비판하여 소련의 개방에 영향을 미쳤다.

## 목적
고르바초프가 글라스노스트 정책을 실시한 이유는 그의 페레스트로이카 경제정책을 막으려는 소비에트 연방 공산당의 보수파들 때문이었다. 고르바초프는 공개 토론, 비판, 열린 포럼 등을 통해 더 많은 러시아인들에게 그의 페레스트로이카 개혁 정책을 홍보하려 했다.

## 같이 보기
- 페레스트로이카